# U-209 (tàu ngầm Đức)
U-209 là một tàu ngầm tấn công  Lớp Type VII thuộc phân lớp Type VIIC được Hải quân Đức Quốc Xã chế tạo trong Chiến tranh Thế giới thứ hai. Nhập biên chế năm 1941, nó đã thực hiện được tổng cộng bảy chuyến tuần tra, đánh chìm được ba tàu buôn tổng tải trọng 1.136 GRT đồng thời gây tổn thất toàn bộ cho một tàu buôn khác tải trọng 220 GRT. Trong chuyến tuần tra cuối cùng, U-209 bị mất tích tại vùng biển Bắc Đại Tây Dương sau ngày 7 tháng 5, 1943, có thể do gặp tai nạn khi lặn sau khi bị hư hại nặng bởi mìn sâu thả từ máy bay Canada vào ngày 4 tháng 5.

## Thiết kế và chế tạo

### Thiết kế

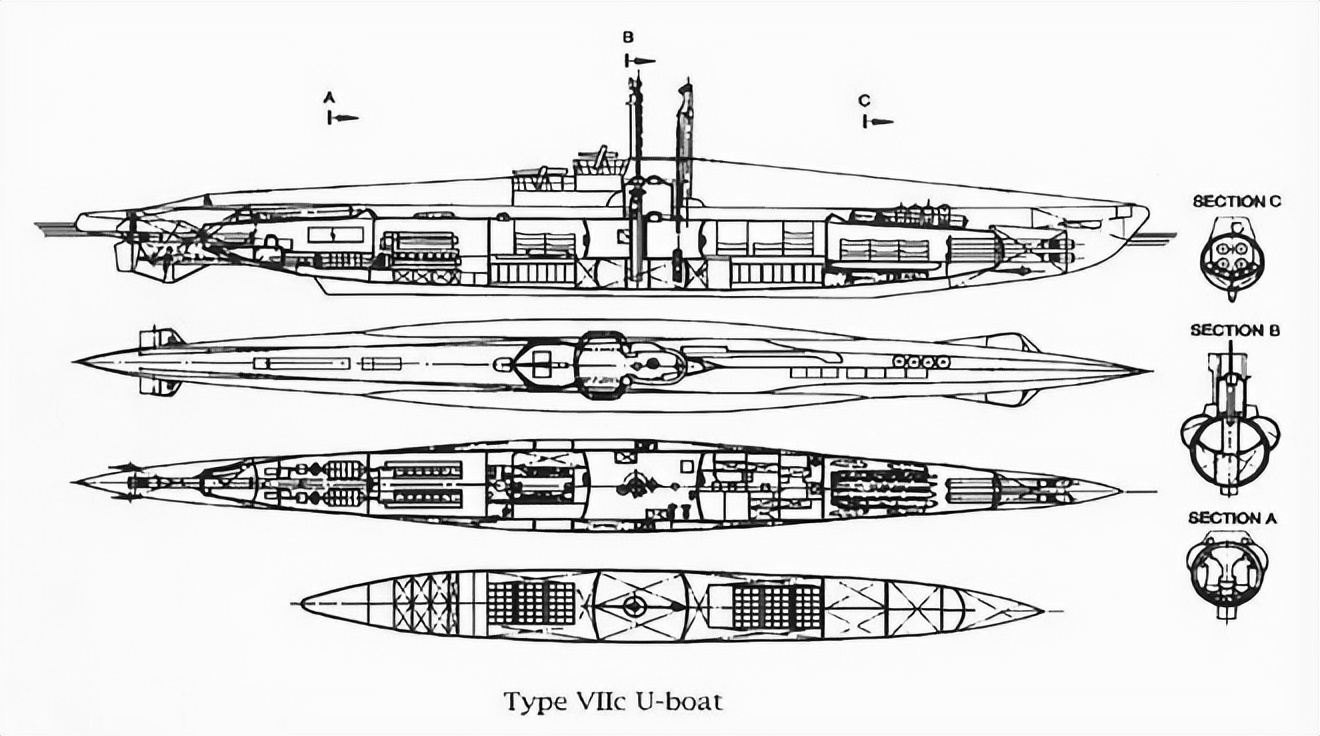
Sơ đồ các mặt cắt một tàu ngầm Type VIIC

Phân lớp VIIC của Tàu ngầm Type VII là một phiên bản VIIB được kéo dài thêm. Chúng có trọng lượng choán nước 769 t (757 tấn Anh) khi nổi và 871 t (857 tấn Anh) khi lặn). Con tàu có chiều dài chung 67,10 m (220 ft 2 in), lớp vỏ trong chịu áp lực dài 50,50 m (165 ft 8 in), mạn tàu rộng 6,20 m (20 ft 4 in), chiều cao 9,60 m (31 ft 6 in) và mớn nước 4,74 m (15 ft 7 in).
Chúng trang bị hai động cơ diesel Germaniawerft F46 siêu tăng áp 6-xy lanh 4 thì, tổng công suất 2.800–3.200 PS (2.100–2.400 kW; 2.800–3.200 bhp), dẫn động hai trục chân vịt đường kính 1,23 m (4,0 ft), cho phép đạt tốc độ tối đa 17,7 kn (32,8 km/h), và tầm hoạt động tối đa 8.500 nmi (15.700 km) khi đi tốc độ đường trường 10 kn (19 km/h). Khi đi ngầm dưới nước, chúng sử dụng hai động cơ/máy phát điện AEG GU 460/8–27 tổng công suất 750 PS (550 kW; 740 shp). Tốc độ tối đa khi lặn là 7,6 kn (14,1 km/h), và tầm hoạt động 80 nmi (150 km) ở tốc độ 4 kn (7,4 km/h). Con tàu có khả năng lặn sâu đến 230 m (750 ft).
Vũ khí trang bị có năm ống phóng ngư lôi 53,3 cm (21 in), bao gồm bốn ống trước mũi và một ống phía đuôi, và mang theo tổng cộng 14 quả ngư lôi, hoặc tối đa 22 quả thủy lôi TMA, hoặc 33 quả TMB. Tàu ngầm Type VIIC bố trí một hải pháo 8,8 cm SK C/35 cùng một pháo phòng không 2 cm (0,79 in) trên boong tàu. Thủy thủ đoàn bao gồm 4 sĩ quan và 40-56 thủy thủ.

### Chế tạo
U-209 được đặt hàng vào ngày 16 tháng 10, 1939, và được đặt lườn tại xưởng tàu của hãng Friedrich Krupp Germaniawerft tại Kiel vào ngày 28 tháng 11, 1940. Nó được hạ thủy vào ngày 28 tháng 8, 1941, và nhập biên chế cùng Hải quân Đức Quốc Xã vào ngày 11 tháng 10, 1941 dưới quyền chỉ huy của Hạm trưởng, Đại úy Hải quân Heinrich Brodda.

## Lịch sử hoạt động

### 1942

#### Chuyến tuần tra thứ nhất
Sau khi chuyển căn cứ từ Kiel đến Heligoland, U-209 xuất phát từ đây vào ngày 15 tháng 3, 1942 cho chuyến tuần tra đầu tiên trong chiến tranh. Nó hướng lên phía Bắc để hoạt động ngoài khơi phía Đông và phía Bắc Na Uy, nơi nó bị tàu đánh cá vũ trang Anh HMS Blackfly trong thành phần hộ tống cho Đoàn tàu PQ 13 tấn công vào ngày 28 tháng 3. Thời tiết lạnh giá khắc nghiệt tại vùng Bắc Cực khiến con tàu Anh không thể vận hành hải pháo, nhưng nó đã lần lượt thả bốn quả mìn sâu tấn công sau khi U-209 đã lặn xuống ẩn nấp mà không gây hư hại gì. Sang ngày hôm sau, chiếc tàu ngầm tiếp tục phải lặn sâu ẩn nấp sau khi bị các tàu quét mìn HMS Hussar và HMS Gossamer phát hiện và tấn công với 30 quả mìn sâu được thả xuống. U-209 vẫn thoát được được an toàn và đi đến căn cứ Kirkenes ở phía cực Bắc Na Uy vào ngày 1 tháng 4, kết thúc chuyến tuần tra.

#### Chuyến tuần tra thứ hai, thứ ba và thứ tư
U-209 khởi hành từ Kirkenes vào ngày 7 tháng 4 cho chuyến tuần tra thứ hai để hoạt động tại vùng biển phía Bắc Na Uy tại khu vực tiếp cận đảo Bear. Nó không bắt gặp mục tiêu nào, nên kết thúc chuyến tuần tra và đi đến cảng Bergen, Na Uy vào ngày 20 tháng 4.
Trong chuyến tuần tra thứ ba từ ngày 16 tháng 5 đến ngày 2 tháng 6, chiếc tàu ngầm hoạt động trong biển Na Uy trước khi quay về căn cứ Narvik.Nó chuyển trở lại cảng Bergen trong tháng 6, rồi xuất phát từ đây vào ngày 17 tháng 7 để trở lại hoạt động phía Bắc Na Uy giữa đảo Bear và quần đảo Svalbard. Chiếc tàu ngầm vẫn không đánh chìm được mục tiêu nào trong cả hai chuyến này, và đã quay trở về căn cứ Kirkenes ở cực Bắc Na Uy vào ngày 28 tháng 7.

#### Chuyến tuần tra thứ năm và thứ sáu
Xuất phát từ Kirkenes vào ngày 5 tháng 8 cho chuyến tuần tra thứ năm, U-209 hoạt động tại khu vực phía Đông Nam biển Bering. Ở vị trí gần đảo Matveev trong biển Pechora, tại tọa độ 69°30′B 58°32′Đ / 69,5°B 58,533°Đ vào ngày 17 tháng 8, nó tấn công một đoàn tàu vận tải Liên Xô bằng hải pháo, đánh chìm tàu kéo Komiles và các sà lan SH-500 và P-4, cùng gây tổn thất toàn bộ cho tàu kéo Komsomolets, với tổng tải trọng 1.356 GRT; một tàu kéo khác, chiếc Nord, đã chạy thoát. U-209 kết thúc chuyến tuần tra và quay trở về Skjomenfjord, Na Uy vào ngày 1 tháng 9, rồi đi đến cảng Bergen, Na Uy năm ngày sau đó.
Sau khi chuyển đến cảng Narvik trong tháng 10, U-209 khởi hành từ đây vào ngày 6 tháng 11 cho chuyến tuần tra tiếp theo về phía Tây Bắc đảo Bear, Na Uy. Nó không đánh chìm được mục tiêu nào, và quay trở về Narvik vào ngày 10 tháng 12. Chiếc tàu ngầm sau đó đi đến cảng Bergen và sau đó quay trở về Kiel trong tháng 12, nơi con tàu được đại tu.

### 1943

#### Chuyến tuần tra thứ bảy - Bị mất
U-209 xuất phát từ Kiel vào ngày 6 tháng 4 cho chuyến tuần tra thứ bảy, cũng là chuyến cuối cùng. Nó băng qua khe GIUK giữa quần đảo Faroe và Iceland để hoạt động tại Bắc Đại Tây Dương ở phía Đông và phía Nam Greenland. Vào ngày 16 tháng 4, một máy bay ném bom B-17 Flying Fortress thuộc Liên đội 220 Không quân Hoàng gia Anh đã thả sáu quả mìn sâu tấn công U-209 ở vị trí về phía Đông Nam Iceland, làm hư hại kính tiềm vọng. Đến ngày 4 tháng 5, một thủy phi cơ PBY Canso thuộc Liên đội 5 Không quân Hoàng gia Canada tại tấn công nó ở vị trí về phía Nam mũi Farewell, Greenland, tại tọa độ 56°38′B 42°38′T / 56,633°B 42,633°T, gây nhiều hư hại bao gồm hệ thống liên lạc vô tuyến. U-209 phải nhờ tàu ngầm U-954 chuyển tiếp báo cáo thiệt hại về bộ chỉ huy vào ngày 6 tháng 5, và được lệnh rút lui về căn cứ. Sau đó nó hoàn toàn mất liên lạc, có thể đã đắm do gặp tai nạn trong khi lặn. Toàn bộ 46 thành viên thủy thủ đoàn của U-209 đã tử trận cùng con tàu.

### "Bầy sói" tham gia
U-209 từng tham gia chín bầy sói:
- Zieten (23 – 29 tháng 3, 1942)
- Eiswolf (29 – 31 tháng 3, 1942)
- Robbenschlag (7 – 14 tháng 4, 1942)
- Blutrausch (15 tháng 4, 1942)
- Greif (16 – 29 tháng 5, 1942)
- Boreas (19 tháng 11 - 7 tháng 12, 1942)
- Meise (25 – 27 tháng 4, 1943)
- Star (27 tháng 4 - 4 tháng 5, 1943)
- Fink (4 – 6 tháng 5, 1943)

### Tóm tắt chiến công
U-209 đánh chìm được ba tàu buôn tổng tải trọng 1.136 GRT đồng thời gây tổn thất toàn bộ cho một tàu buôn khác tải trọng 220 GRT:
| Ngày             | Tên tàu     | Quốc tịch    | Tải trọng | Số phận          |
| ---------------- | ----------- | ------------ | --------- | ---------------- |
| 17 tháng 8, 1942 | Komiles     | Soviet Union | 136       | Bị đánh chìm     |
| 17 tháng 8, 1942 | Komsomolets | Soviet Union | 220       | Tổn thất toàn bộ |
| 17 tháng 8, 1942 | P-4         | Soviet Union | 500       | Bị đánh chìm     |
| 17 tháng 8, 1942 | Sh-500      | Soviet Union | 500       | Bị đánh chìm     |